# Saint-Saturnin-du-Limet
Saint-Saturnin-du-Limet és un municipi francès situat al departament de Mayenne i a la regió de País del Loira. L'any 2007 tenia 519 habitants.

## Demografia

### Població
El 2007 la població de fet de Saint-Saturnin-du-Limet era de 519 persones. Hi havia 164 famílies de les quals 40 eren unipersonals (28 homes vivint sols i 12 dones vivint soles), 48 parelles sense fills i 76 parelles amb fills.
La població ha evolucionat segons el següent gràfic:
Habitants censats

### Habitatges
El 2007 hi havia 182 habitatges, 172 eren l'habitatge principal de la família, 1 era una segona residència i 8 estaven desocupats. 174 eren cases i 7 eren apartaments. Dels 172 habitatges principals, 126 estaven ocupats pels seus propietaris, 46 estaven llogats i ocupats pels llogaters i 1 estava cedit a títol gratuït; 2 tenien una cambra, 5 en tenien dues, 16 en tenien tres, 37 en tenien quatre i 113 en tenien cinc o més. 132 habitatges disposaven pel capbaix d'una plaça de pàrquing. A 64 habitatges hi havia un automòbil i a 85 n'hi havia dos o més.

### Piràmide de població
La piràmide de població per edats i sexe el 2009 era:
| Homes | Edats   | Dones |
| ----- | ------- | ----- |
| 0     | 95 o +  | 8     |
| 4     | 90 a 94 | 12    |
| 4     | 85 a 89 | 8     |
| 4     | 80 a 84 | 12    |
| 4     | 75 a 79 | 4     |
| 8     | 70 a 74 | 16    |
| 12    | 65 a 69 | 20    |
| 8     | 60 a 64 | 16    |
| 4     | 55 a 59 | 0     |
| 24    | 50 a 54 | 8     |
| 32    | 45 a 49 | 28    |
| 16    | 40 a 44 | 12    |
| 32    | 35 a 39 | 24    |
| 12    | 30 a 34 | 8     |
| 20    | 25 a 29 | 20    |
| 8     | 20 a 24 | 8     |
| 36    | 15 a 19 | 24    |
| 20    | 10 a 14 | 20    |
| 16    | 5 a 9   | 28    |
| 16    | 0 a 4   | 16    |

## Economia
El 2007 la població en edat de treballar era de 313 persones, 242 eren actives i 71 eren inactives. De les 242 persones actives 224 estaven ocupades (133 homes i 91 dones) i 18 estaven aturades (5 homes i 13 dones). De les 71 persones inactives 24 estaven jubilades, 23 estaven estudiant i 24 estaven classificades com a «altres inactius».

### Ingressos
El 2009 a Saint-Saturnin-du-Limet hi havia 180 unitats fiscals que integraven 468 persones, la mediana anual d'ingressos fiscals per persona era de 14.921,5 €.

### Activitats econòmiques
Dels 12 establiments que hi havia el 2007, 1 era d'una empresa de fabricació d'altres productes industrials, 3 d'empreses de comerç i reparació d'automòbils, 1 d'una empresa de transport, 2 d'empreses d'hostatgeria i restauració, 1 d'una empresa d'informació i comunicació, 1 d'una empresa de serveis, 2 d'entitats de l'administració pública i 1 d'una empresa classificada com a «altres activitats de serveis».
Dels 2 establiments de servei als particulars que hi havia el 2009, 1 era un taller de reparació d'automòbils i de material agrícola i 1 restaurant.
L'any 2000 a Saint-Saturnin-du-Limet hi havia 23 explotacions agrícoles que ocupaven un total de 988 hectàrees.

## Equipaments sanitaris i escolars
El 2009 hi havia una escola elemental.

## Poblacions més properes
El següent diagrama mostra les poblacions més properes.